# Bremer Fastensynode
Die Bremer Fastensynode war eine Provinzialsynode, bei der sich  alle Weltgeistlichen und Mönche der Umgebung Bremens am 17. März 1230, dem vierten Fastensonntag des Jahres, versammelten. Es handelte sich hierbei um das höchste geistliche Gericht des Erzbistums.
Nach der Einberufung der Synode durch den Bremer Erzbischof Gerhard II. wurde den Stedingern vorgeworfen, sich der Kirche zu widersetzen, Klöster und Kirchen zu verbrennen, mit Hostien Missbrauch zu treiben sowie Geister- und Wahrsagerbefragungen zu tätigen. Die Synode sprach die Stedinger dem Vorwurf der Häresie schuldig. Auch hierdurch wurde der Stedingerkrieg von 1233/34 eingeleitet, ein Kreuzzug gegen die Stedinger Bauernrepublik. Der tatsächliche Grund des Grolls des Erzbischofs war jedoch ein Aufstand der Stedinger, der sich gegen die Steuerabgaben richtete. Bei dem folgenden Krieg siegte das Heer der Verbündeten des Erzstifts.
In der Geschichte war es der einzige Bauernaufstand der durch einen Kreuzzug niedergeschlagen wurde.

## Die Anklagepunkte
Der Erzbischof konnte den Vorwurf der Häresie nicht mit der Verweigerung der Zehntzahlungen rechtfertigen. Es mussten ihnen religiöse Vergehen nachgewiesen werden, um gegen die Bauern vorgehen zu können. Der Fastensynode war bereits eine Exkommunikation der Stedinger vorausgegangen, darauf zeigten diese jedoch keine Reaktion. Die elf Anklagepunkte der Synode gehen aus einem Brief von Papst Gregor IX. hervor.
1. Verachten der Schlüsselgewalt der Kirche und der kirchlichen Sakramente
2. Geringschätzung der Lehre der heiligen Mutter Kirche
3. Gefangennahme und Tötung von Klerikern verschiedenen Standes und verschiedener Orden
4. Verwüstung von Klöstern und Kirchen durch Brand und Raub
5. Begehen von Meineiden
6. Hostienfrevel
7. Dämonenkult
8. Wachsbildzauber
9. Wahrsagerei
10. Teufelskult
11. Verweigerung jeglicher Buße und Zurückweisung

Von den elf Anklagepunkten kann man den stedingischen Bauern nur die Zehntverweigerung und damit das Verachten kirchlicher Gewalt nachweisen. Die Vorwürfe des Hostienfrevels, des Dämonenkults oder der Tötung von Geistlichen lassen sich anhand der Quellen nicht bestätigen.